# Purtsi jõe
Purtsi jõe este o arie protejată (arie specială de conservare — SAC, sit de importanță comunitară — SCI) din Estonia întinsă pe o suprafață de 8,1 ha, integral pe uscat.

## Localizare
Centrul sitului Purtsi jõe este situat la coordonatele 58°04′47″N 26°06′33″E / 58.0796°N 26.1093°E.

## Înființare
Situl Purtsi jõe a fost declarat sit de importanță comunitară în aprilie 2004 pentru a proteja 3 specii de animale. Situl a fost protejat și ca arie specială de conservare în decembrie 2005.

## Biodiversitate
Situată în ecoregiunea boreală, aria protejată conține 1 habitat natural: Cursuri de apă de la nivel de câmpie la nivel montan, cu vegetație Ranunculion fluitantis și Callitricho-Batrachion.
La baza desemnării sitului se află mai multe specii protejate:
- nevertebrate (1): Unio crassus
- pești (2): avat (Aspius aspius), zglăvoacă (Cottus gobio)